# Baldiri Riera
Carlos Baldiri de Riera Cantallops (ca. 1765, La Bisbal, Gerona-24 de agosto de 1838, Madrid) fue un oficial de la Dirección de la Real Lotería y bibliotecario numismático de Fernando VII, sirvió en la Real Biblioteca del Palacio Real de Madrid.

## Antes de su ingreso en la Real Biblioteca
Nacido en la gerundense La Bisbal, entonces Obispado de Barcelona, era hijo de su homónimo y de Gertrudis Cantallops. La familia se trasladó a Zamora pero desde 1782 residió en Madrid. Consta que a fines de los años ochenta ya era oficial de la Dirección de la Real Lotería, pero su pasión eran las monedas y medallas antiguas y reúne un monetario notable e igualmente una biblioteca especializada en numismática que alcanzó los dos mil volúmenes, según afirma en la exposición que hace en 1815 para ofrecer su colección a Fernando VII, en el trono desde el año anterior. Durante la ocupación francesa dice haber perdido la biblioteca y en ese 1815 afirma que llevaba más de treinta años buscando y coleccionando monedas. A lo largo del XVIII la ciencia numismática había tenido mucho auge y se traducen en España obras significativas, como la de Charles Patin, Historia de las medallas o introducción al conocimiento de esta Ciencia, aparecida en 1771 en traducción de Francisco Pérez Bayer, muy estudioso de la numismática y medallística. Era un manual que tuvo éxito y sin duda conoció Baldiri de joven pues en él se examinan las diferencias entre monedas y medallas, se estudia las medallas de plata en general, y entre éstas, las griegas, romanas, hebraicas y españolas, entre éstas en especial las acuñadas en bronce. Hay un último capítulo sobre las inscripciones que aparecen habitualmente, tan útiles para fijar cronologías. Existe un ejemplar en la Real Biblioteca, pero no fue de Baldiri (RB, IV/2713) sino del chantre de Teruel Joaquín Ibáñez García, erudito ilustrado, pues era muy habitual en las bibliotecas de ellos.
En efecto, el 7 de enero de 1815 expone por escrito al rey el deseo de que la propiedad de su monetario pase a Su Majestad pues es «un precioso monetario, que ha sido buscado por las Naciones extrangeras, y solicitado su venta por varios Embajadores, el cual tiene la honra de ofrecer a V.M. a fin de la necesidad de que penetrado de conservar este Museo, que tantos dispendios y cuidados le ha costado, se digne admitirlo bajo su real protección, y si lo tiene a bien se coloque en la Real Bibliotheca... que en atención de haber emigrado los dos inteligentes en la Numismática D. Juan José Conde y D. José Acedo, solicita que V.M. le nombre conservador de antigüedades en la vacante de dicho Conde, con el sueldo que tenga a bien V.M. señalarle». Son años de interés real en adquirir piezas numismáticas y medallísticas, en un sentido todavía dieciochesco de gabinete, así se le encomienda por Real Orden al embajador en Londres, Carlos Gutiérrez de los Ríos, conde de Fernán Núñez, que adquiera medallas grabadas allí sobre la Guerra de la Independencia, aunque contestará que no hay fondos para ello

## Bibliotecario numismático de Fernando VII
Fernando VII se interesa por el monetario y el 26 de mayo de 1815 se le ordena que lo lleve al Palacio Real para su examen. Ese verano el rey decide quedarse con él, lo ubica en su real cámara, y el 27 de agosto se le comunica que a cambio se le concede el oficio de bibliotecario numismático en la real biblioteca privada, que había solicitado y que era el objetivo de Baldiri de Riera en realidad. Personas importantes en la vida de Palacio, como Juan de Escoiquiz y Fermín de Artieda, fueron favorables a ello. En ese momento tenía a su cargo a una hermana y a dos hijas de las cuatro que tuvo, pues era viudo desde 1812. Había casado en 1790 con María Martínez Sánchez, teniendo a Gertrudis y Eugenia. El decreto de bibliotecario numismático se firma el 15 de noviembre de 1815 y jura ya el 27 de febrero de 1816. El 25 de julio elabora un catálogo del monetario: Catálogo de 312 medallas de plata pertenecientes a las familias y cónsules de Roma, que por orden de S. M. se me ha mandado formar a Dn. Baldiri de Riera, como bibliotecario numismático. Su fama era buena como numismático y se le remiten a su examen piezas diversas de la Real Casa de la Moneda ese 1816. En 1818 consta que formaban parte de la plantilla bibliotecaria él y José Medina, José Gregorio Zaragoza, y José Faraldo. En esos años se ocupa de la real privada, como primer bibliotecario de Cámara, José Ángel Álvarez Navarro, desde 1819, y es su superior. Hubo entonces entradas importantes en el monetario real, aparte de la debida al propio Baldiri, así, en julio de 1817 ingresaron 428 monedas y un religioso, Salvador Martínez, ofreció otro monetario en noviembre. En 1819 ingresó la colección de Mariano Tamariz y algunas piezas más. En 1820 hubo excavaciones en Elche y se le remitieron monedas para su examen. De 1822 se conservan memoriales solicitando gracias y mercedes. En alguno de ellos solicita el nombramiento del mayordomo mayor de Palacio, Antonio María Ponce de León y Dávila, como protector del Gabinete de medallas del Real Palacio.
Con los años, Baldiri fue obteniendo diversas gracias reales. En 1816 se le concede la condecoración de la Flor de Lis a petición propia, aunque se le denegarán otras peticiones más adelante, como la de una renta de las reales loterías para una de sus hijas que se casaba en 1829, Gertrudis.
En 1817 se encontraba aún sin tener asignado sueldo sus suegros por lo que se queja por escrito, y alega además que sus suegros habían sido servidores reales en las cocinas, lo que hace valer para reclamar la regularidad de sueldo. Al fin, el 9 de septiembre se le conceden 6.000 reales anuales y en diciembre una ayuda de socorro de 320 reales. En todos sus escritos elogia mucho la figura del rey, llamándole "príncipe sabio" y "protector de las ciencias y artes desde sus primeros años", sin duda una estrategia laudatoria al uso, dadas sus constantes peticiones. En 1824 se le formaliza plaza de ayudante de la biblioteca de Cámara. En la Real Biblioteca se hallan volúmenes de numismática y retratos grabados que fueron suyos, llevando la firma "Riera". Son obras importantes del XVIII y alguna del XVII, en folio, de Andreas Morell, Bellori, Foy Vaillant, Gori, Panvinio y otros.
Al morir Fernando VII, eleva un interesante memorial a la reina gobernadora, María Cristina de Borbón-Dos Sicilias, en 1834. En él explica que antes de pasar a propiedad del rey, el monetario estuvo escondido durante la ocupación francesa en el Monasterio de las Descalzas Reales. Explica esto con motivo del traslado del mismo de la cámara real a otras dependencias de Palacio, al reformarse el ala personal de uso de la reina viuda. Ese 1834 quería volver a servir a la vez en las oficinas de las Reales Loterías, aprovechando las mercedes que se otorgaban al inicio de la nueva etapa, pero se le deniega pese a recomendarle doña Cristina al ministro de Hacienda. Finalmente, moriría el 24 de agosto de 1838.